# Mercè Capdevila

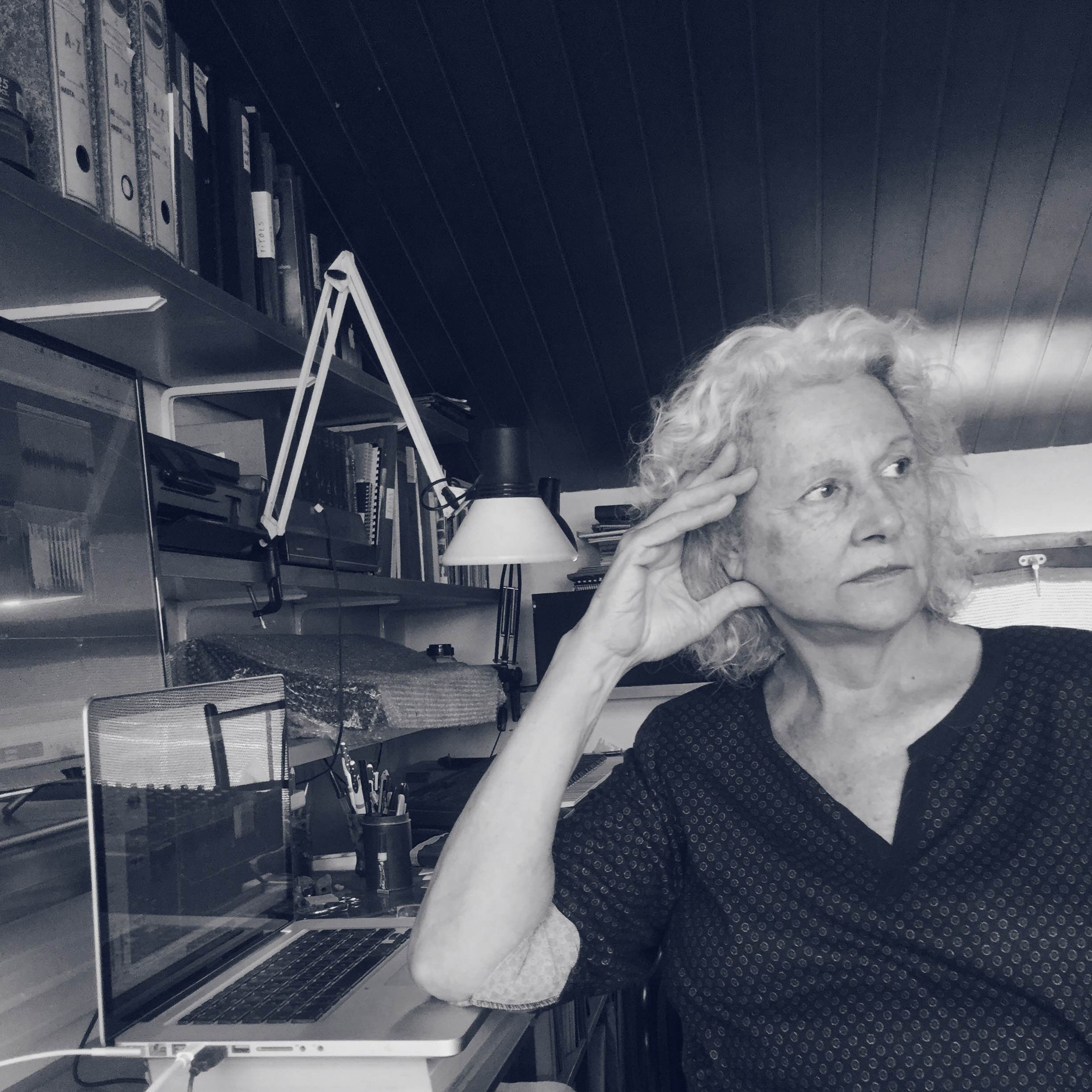
Mercè Capdevila (2016)

Mercè Capdevila Gaya (* 25. März 1946 in Barcelona) ist eine spanische Komponistin.

## Leben
Nach ihrem Studium am Conservatori Municipal de Música de Barcelona vertiefte Mercè Capdevila ihre Ausbildung im Bereich der Elektronischen Musik im Studio der Fundación Phonos bei Gabriel Brnčić und besuchte Kurse bei Luigi Nono, Josep Maria Mestres i Quadreny und Luis de Pablo. In ihren Kompositionen bezieht sie multimediale Elemente ein. Sie verbindet akustische und elektroakustische Musik sowie Musique concrète mit Malerei, Licht- und Videokunst. 1993/1994 war sie Composer in Residence an der Aaron Copland School of Music des Queens College, City University of New York.

## Kompositionen
- Baobab (1985) für Gitarre, hölzernen Bottleneck und Nachhall. UA 1986 Barcelona. Lluís Melero (Gitarre), Mercè Capdevila (Klangregie)
- Primer artifici
  - (1. Fassung, 1985) für Tonband, Violine, Violoncello, Kontrabass und Gitarre
  - (2. Fassung, 1986) für Tonband, Gitarre, Klarinette, Kontrabass und Schlagwerk
- Safir (1986) für Tonband, Gitarre, Klarinette, Kontrabass, Schlagwerk und Klavier
- Perquè no cantin els pirates (1988) für Flöte, Klarinette, Gitarre, Kontrabass, Schlagwerk und Live-Elektronik. UA 1988 Alicante (Auditorio de Caja del Mediterráneo). Grupo Instrumental Vol Ad Limitum (Leitung Jordi Russinyol)
- Nu (1990) für Gitarre und Live-Elektronik. UA 1990 Barcelona. Jordi Rossinyol (Gitarre)
- Fons de mar („Meerestiefe“, 2003). UA 10. Mai 2003 Fürth (Auferstehungskirche). Wilfried Krüger (Horn), Sirka Schwartz-Uppendieck (Orgel und Tonband)